# Gustav Hiller
Karl Gustav Hiller (* 30. März 1863 in Zittau; † 18. September 1913 in Zittau) war ein deutscher Konstrukteur und Unternehmer. Er gründete 1888 eine Maschinenfabrik in Zittau und legte damit den Grundstein für den späteren VEB Robur-Werke Zittau.

## Leben

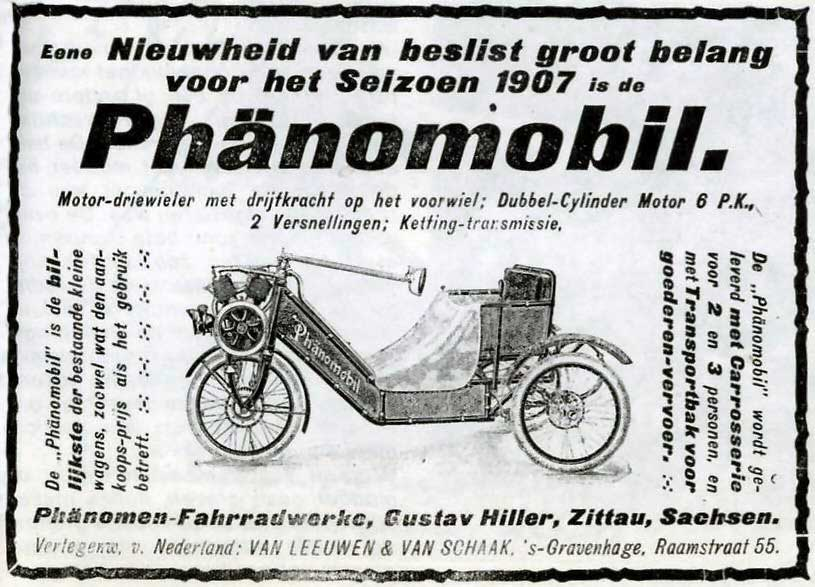
Hillers motorisiertes Dreirad "Phänomobil 1907", Verkaufsanzeige für seine holländische Filiale.

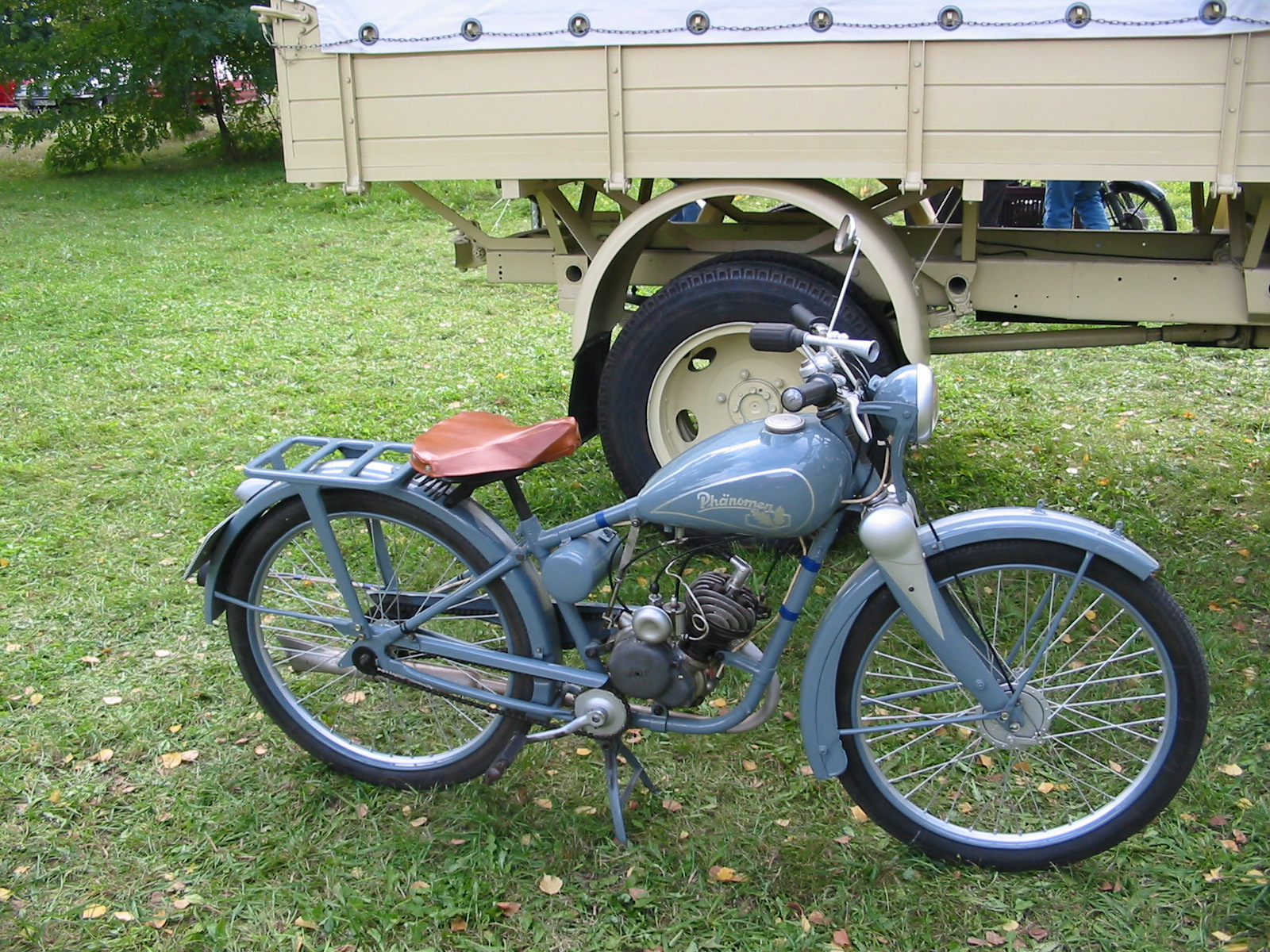
Phänomen Zweirad

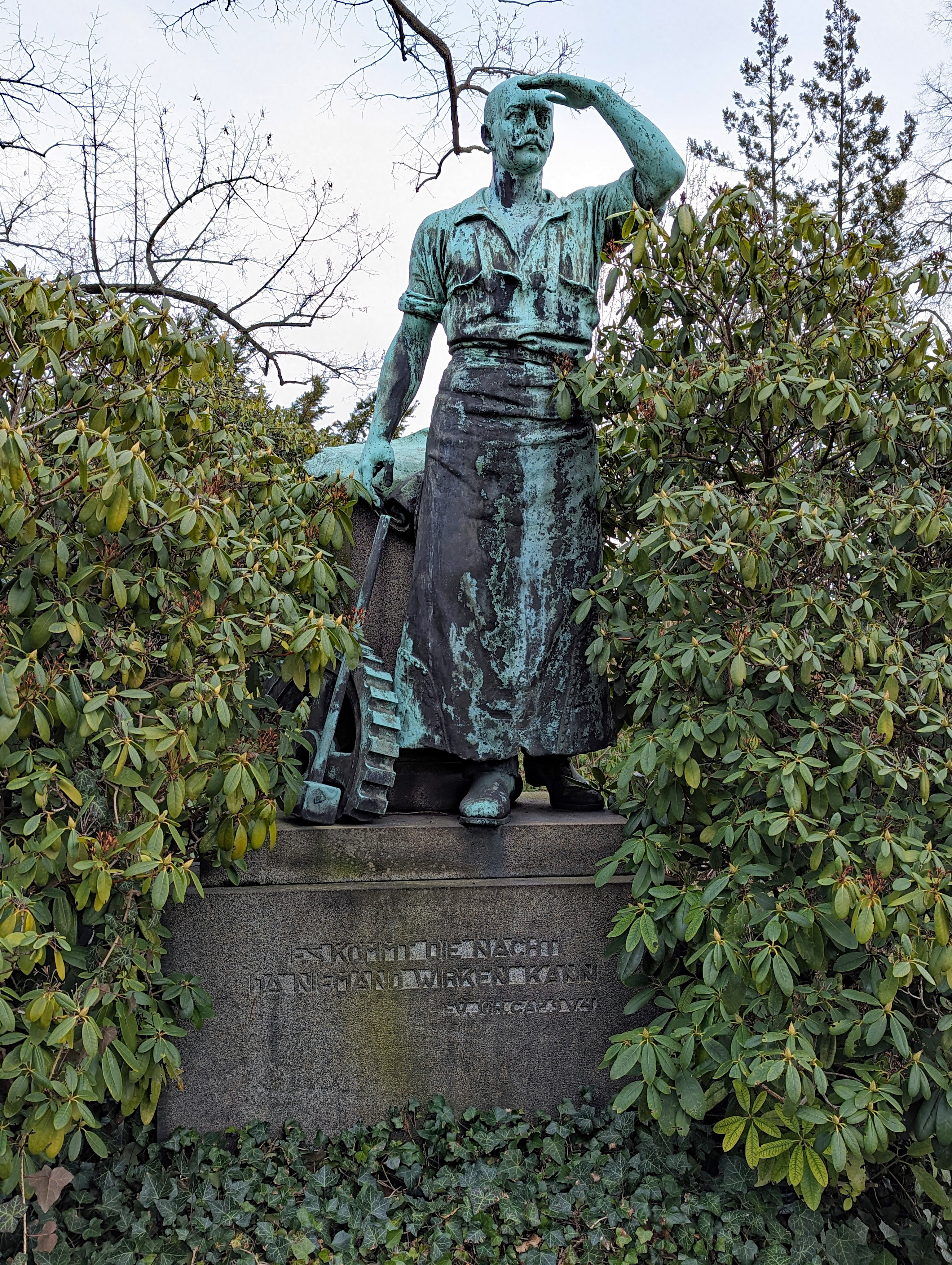
Gustav Hillers Grab auf dem Friedhof an der Frauenkirche (Zittau); die Statue trägt seine Gesichtszüge

Gustav Hiller, der 1863 in Zittau als Sohn eines ortsansässigen Zimmermeisters geboren wurde, machte in einer Posamentenfabrik eine kaufmännische Ausbildung. Nach Feierabend bastelte er an der Verbesserung der Herstellung der in dieser Fabrik gefertigten Fadenbällchen (Bommeln). Dabei entwickelte er nebenher weitere Kleinmaschinen und Haushaltsgeräte. Nachdem er einige Patente an Hersteller verkaufte, sich aber den Vertrieb vorbehielt, gründete er aus den Patenteinnahmen 1888 die Firma Gustav Hiller.
Während in Deutschland die Produktion von Hochrädern boomte, erkannte Gustav Hiller auf einer Reise nach Großbritannien die Vorteile von Niederrädern. Ihm gelang der Abschluss eines Exklusivvertrags mit dem Unternehmen Rover für den Alleinvertrieb deren Fahrräder in Deutschland. Er begann an der Verbesserung dieser Fahrradgattung zu arbeiten und kaufte sich als Gesellschafter bei der Schlosserei Müller & Preußger ein. Schon bald überstieg die Nachfrage die Möglichkeiten der Schlosserwerkstatt und er baute eine Fabrik.
Als Ausdruck des technischen Vorsprungs seiner Fahrräder nannte er sein Unternehmen Phänomen-Fahrradwerke. Ab 1898 war er Alleininhaber dieser Firma, deren Produktionsanlagen er ab 1901 wesentlich erweitern ließ. In diesem Zuge benannte er seine Firma in Phänomen-Fahrradwerke Gustav Hiller um. 1906 umfasste der Angebotskatalog sechs Modelle von Damen-, Herren-, Straßen- und Bahnrennfahrrädern.
Auch der Trend zur Motorisierung ging an Gustav Hiller nicht spurlos vorüber. Die Arbeiten von Gottlieb Daimler, Wilhelm Maybach und Carl Benz hatten 1886 zum Automobil geführt und damit die Grundlagen für die Motorisierung des Straßenverkehrs geschaffen. Hiller begann um 1900 auf Basis der ihm zur Verfügung stehenden Fahrrad-Technik mit der Entwicklung von Motor-Zweirädern, was als seine Hauptleistung gilt. Er baute Motorräder mit einem und zwei Zylindern, Magnetzündung, Kupplung, langem Rahmen und federnder Vordergabel. Um 1907 konstruierte er ein Dreirad mit luftgekühltem Zweizylindermotor, das Phänomobil-1907. 
Später wurde stattdessen ein Vierzylindermotor verwendet. Damit wurde Hiller der Pionier für luftgekühlte Ottomotoren in Deutschland.
Ab 1910 wurde auch mit dem Bau von Vierrad-Personenkrafträdern begonnen. Gustav Hiller starb 1913. Ein Jahr später wurde das Werk unter Leitung seines Schwagers in eine GmbH unter der Firmierung Gustav Hiller GmbH umgewandelt. 1916 folgte die Umwandlung in eine Aktiengesellschaft unter der Firmierung Phänomen-Werke Gustav Hiller AG. Gustav Hillers Sohn Rudolf Hiller übernahm 1921 die technische Leitung des Unternehmens.

## Nachkommen
Gustav Hiller hatte mit seiner Ehefrau Bert(h)a geborene Freund (* 26. März 1869; † 16. September 1942 in Zittau) vier Kinder, die alle in Zittau geboren wurden:
- Friedrich, Neurologe, * 1891, gestorben 1953 in Evanston (Illinois)
- Rudolf, Ingenieur, * 1894, gestorben 1972 in Hannover
- Charlotte verheiratete Handl, geschieden, * 1900, gestorben 1942 in Berlin[1]
- Kurt, Kaufmann, * 1902, gestorben 1966[2] in Hamburg